# Lennart Svensson (mångkampare)
Lennart Svensson, född 14 juni 1924, var en svensk mångkampare.
Svensson vann överraskande SM-guld år 1950 i femkamp, som 26-årig lantmäterielev tävlande för Varbergs GIF. Han hade året dessförinnan slutat femma i SM, och slog vid tävlingarna 1950 personligt rekord i fyra av de fem grenarna. Till 1951 hade han bytt klubb till Örgryte IS i Göteborg.